# Badulla
Badulla (syng. බදුල්ල, tamil. பதுளை) – stolica prowincji Uva w Sri Lance, miasto leży na południowym wschodzie miasta Kandy.
Liczba mieszkańców w 2003 wynosiła ok. 43 tys.
Siedziba dystryktu Badulla.